# Hoplandria laevicollis
Hoplandria laevicollis är en skalbaggsart som först beskrevs av Notman 1920.  Hoplandria laevicollis ingår i släktet Hoplandria och familjen kortvingar. Inga underarter finns listade i Catalogue of Life.